# 초기 유럽 농경민

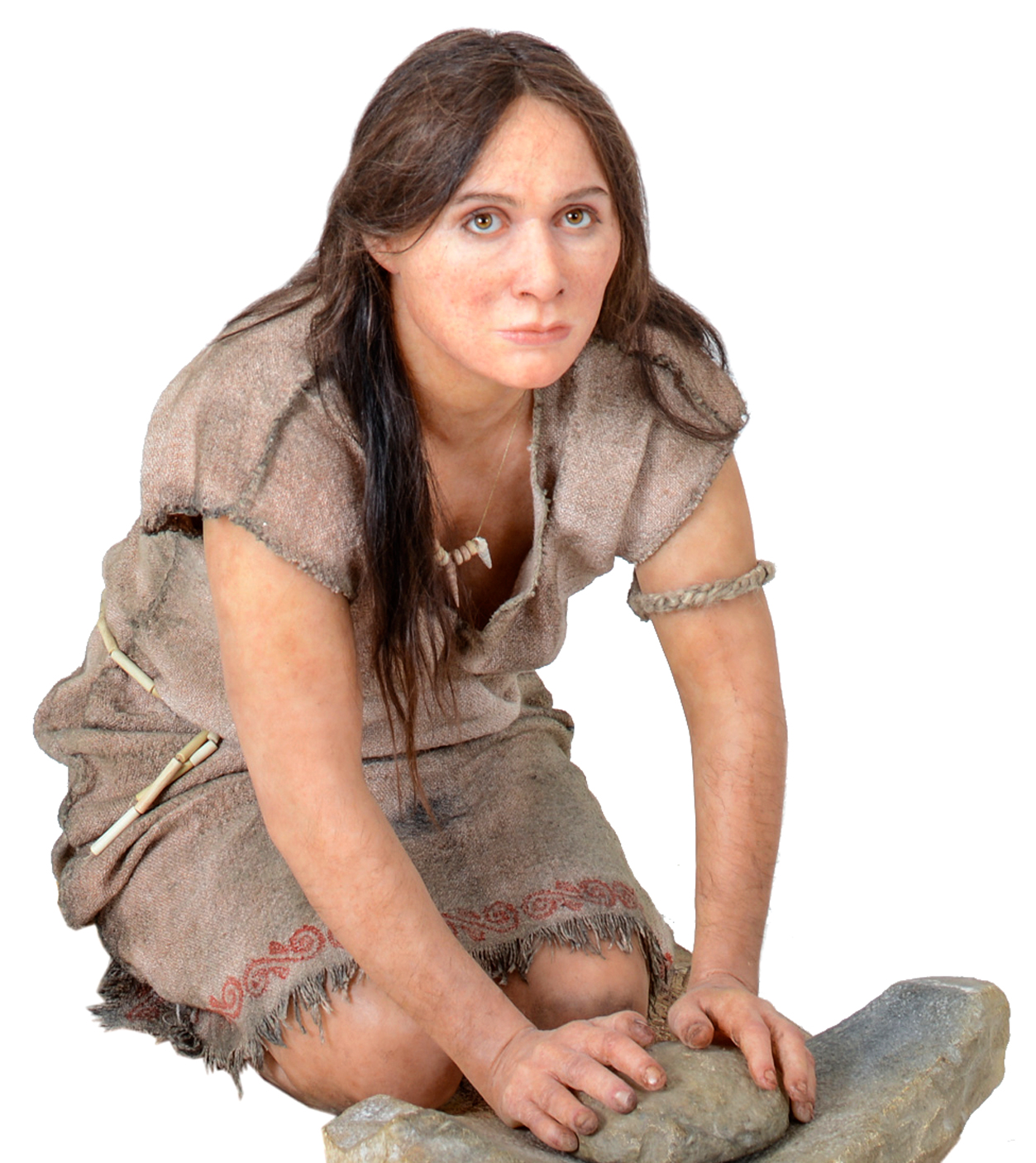
초기 유럽 농경민 여성의 복원도.

초기 유럽 농경민(영어: Early European Farmers; EEF)은 신석기 시대 유럽과 마그레브에 농업을 도입한 선사시대 인구와 혈통을 가리킨다. 이들은 아나톨리아 신석기 농경민(Anatolian Neolithic Farmers, ANF)의 한 하위 집단이었다. 중근동 지역에서 유럽으로 농업이 전래되었다는 것 자체는 오랫동안 이미 알려져 있던 사실이지만, 정확히 누가 언제 그것을 전래했는지는 비교적 최근의 고고유전학적 성과로 밝혀진 것이다.
EEF는 지금으로부터 9,000년 전 발칸반도에 유입되었고, 이후 서서히 북쪽과 서쪽으로 확산되었다. 유전학적 연구 결과, EEF는 기존의 선주민인 서유럽 수렵채집민(WHG)과의 혼혈이 일어났으며, 일부 지역에서는 공존과 교역이 발생하기도 했다. 하지만 EEF와 WHG의 관계가 항상 평화적인 것은 결코 아니었다. 이후 4,000년에 걸쳐 유럽은 수렵채집사회에서 농경사회로 변모했으며, WHG 원주민들은 주변부로 밀려났다. EEF는 WHG에 비해 키가 훨씬 작았기 때문에, EEF가 유럽의 주류 인종이 되면서 유골들의 평균 신장이 확연히 줄어든다. 이후 다시 키가 커지는 추세가 WHG와의 혼혈이 일어났음을 방증한다.
순동기 시대 및 초기 청동기 시대에 동쪽의 폰토스-카스피 스텝에서 새로운 인구집단인 서부 스텝 목축민(WSH)이 유입되며서 EEF 또한 그들에게 압도당했다. WSH 및 그들의 얌나야 문화는 인도유럽어족 언어의 확산과 결부되고 있다. EEF와 WSH 사이에도 혼혈이 발생했고, 오늘날 유럽인들 중에는 EEF를 조상으로 둔 사람들이 많다. 특히 발트해 연안에서 EEF의 후손이 30%인데 비하여, 지중해 연안 주민들은 90%가 EEF의 후손이다.
알프스 산중에서 미라 상태로 발견된 고대인 외치가 EEF였다.